# كاباينا (جزيرة)

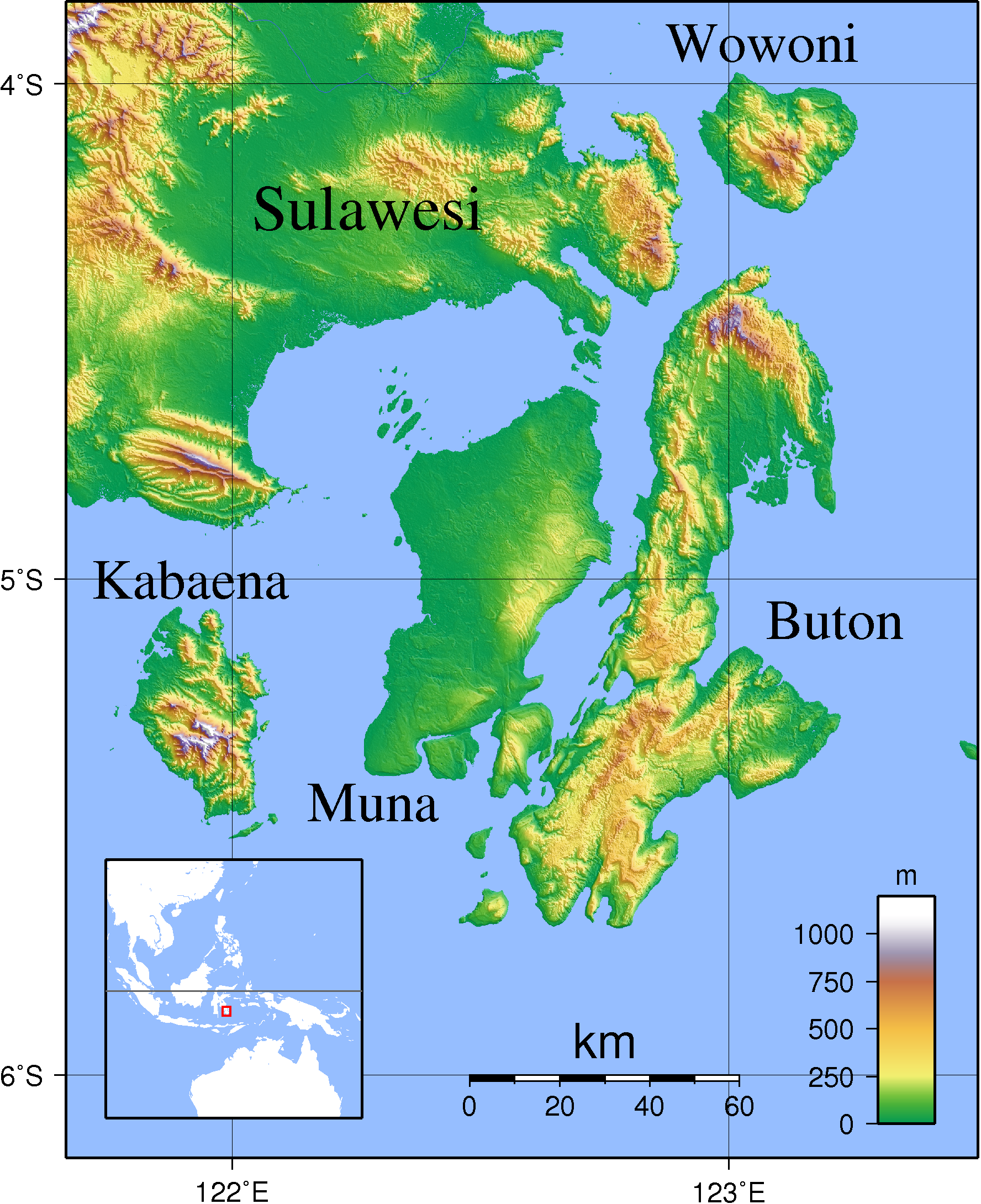
جزيرة كاباينا وتظهر في الخريطة جزر بوتون و(ووني) ومونا مقابل ساحل جزيرة سولاوسي

جزيرة كاباينا هي جزيرة إندونيسية تقع ضمن مقاطعة سولاوسي الجنوبية الشرقية في بحر باندا مقابل الساحل الجوبي الشرقي لجزيرة سولاوسي. تبلغ مساحة الجزيرة 837 كم².